# Бадиа Фьезолана
Бади́а Фьезола́на (итал. La badia di San Bartolomeo, badia Fiesolana) — «Монастырь Фьезоле» (итал. La badia — популярное в Тоскане сокращение слова «аббатство» итал. abbazia). Монастырь расположен в городе Фьезоле, Тоскана, в 5 км к северо-востоку от Флоренции, Италия.

## История
Аббатство Сан-Бартоломео (Святого Варфоломея), более известное как аббатство Фьезолана, является католическим монастырём, расположенным за пределами города Фьезоле, в местности Сан-Доменико епархии Фьезоле. Во Флоренции и её окрестностях насчитывалось пять аббатств, расположенных по сторонам света: на севере — Бадиа Фьезолана, на западе — Бадиа-а-Сеттимо, на юге — аббатство Сан-Миниато, на востоке — Бадиа-а-Риполи и в центре — Бадиа Фьорентина.
Между 1025—1028 годами на месте, где когда-то стояла небольшая капелла, посвящённая святым апостолам Петру и Ромулу, был построен монастырь, посвящённый святому Варфоломею. В период с 1456 по 1467 год монастырь был отстроен и расширен.

## Архитектура церкви
Фасад церкви, выходящий на большой церковный двор, кажется в значительной степени незаконченным. Однако в его центре подобно эффектной декорации встроена прекрасная архитектурная композиция в ренессансном, типично флорентийском инкрустационном стиле (с облицовкой пластинами белого и зелёного мрамора) и тремя «ложными» арками. Центральная арка, образующая портал, опирается на колонны коринфского ордера из зелёного мрамора.
Церковь имеет план типа латинского креста. Просторный центральный неф отделён от двух боковых нефов, меньших по высоте и ширине, четырьмя арками, поддерживаемыми колоннами. Из пересечения четырех цилиндрических сводов нефа, трансепта и апсиды возникает элегантный парусный свод с гербом семьи Медичи в центре, который виден также на своде апсиды.
В рукавах трансепта имеются два больших алтаря, в которых, обрамлённые мощными коринфскими колоннами, находятся две алтарных картины: в том, что слева, «Распятие с покровителем Томмазо Марино» работы Бернардино Кампи, взятое из церкви Сан-Джованни-деи-Дженовези в Милане, привезённое во Флоренцию в 1793 году в ходе обмена между галереями Флоренции и Вены. В правом алтаре находится картина «Бичевание Иисуса» из Флоренции.
В центре глубокой прямоугольной апсиды, освещённой четырьмя большими окнами, включая окно-розу, находится полихромный мраморный алтарь, созданный в 1610 году Джованни Баттистой Ченнини по проекту Пьетро Такка.

## Монастырь
Справа от церкви находится бывший монастырь, где сейчас располагается Европейский университетский институт (Istituto universitario europeo). Помещения бывшего монастыря располагаются вокруг сохранившего свой ренессансный облик кьостро (клуатра) — внутреннего дворика с аркадами-лоджиями, опирающимися на колонны.
Трапезная монастыря сохранила фреску Джованни да Сан- Джованни, изображающей Христа, которого кормят ангелы.

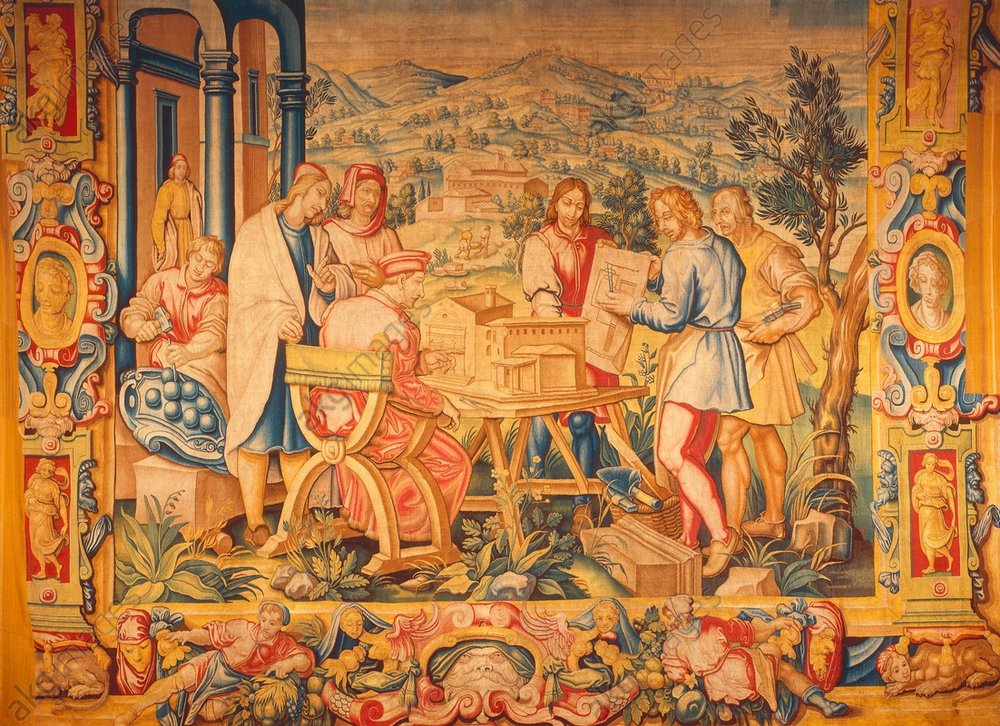
Герцог Козимо Медичи Старый осматривает макет монастыря Бадия Физолана. Шпалера по [[Картон (живопись)|картону Яна ван дер Страта. 1580. Музей Виктории и Альберта, Лондон
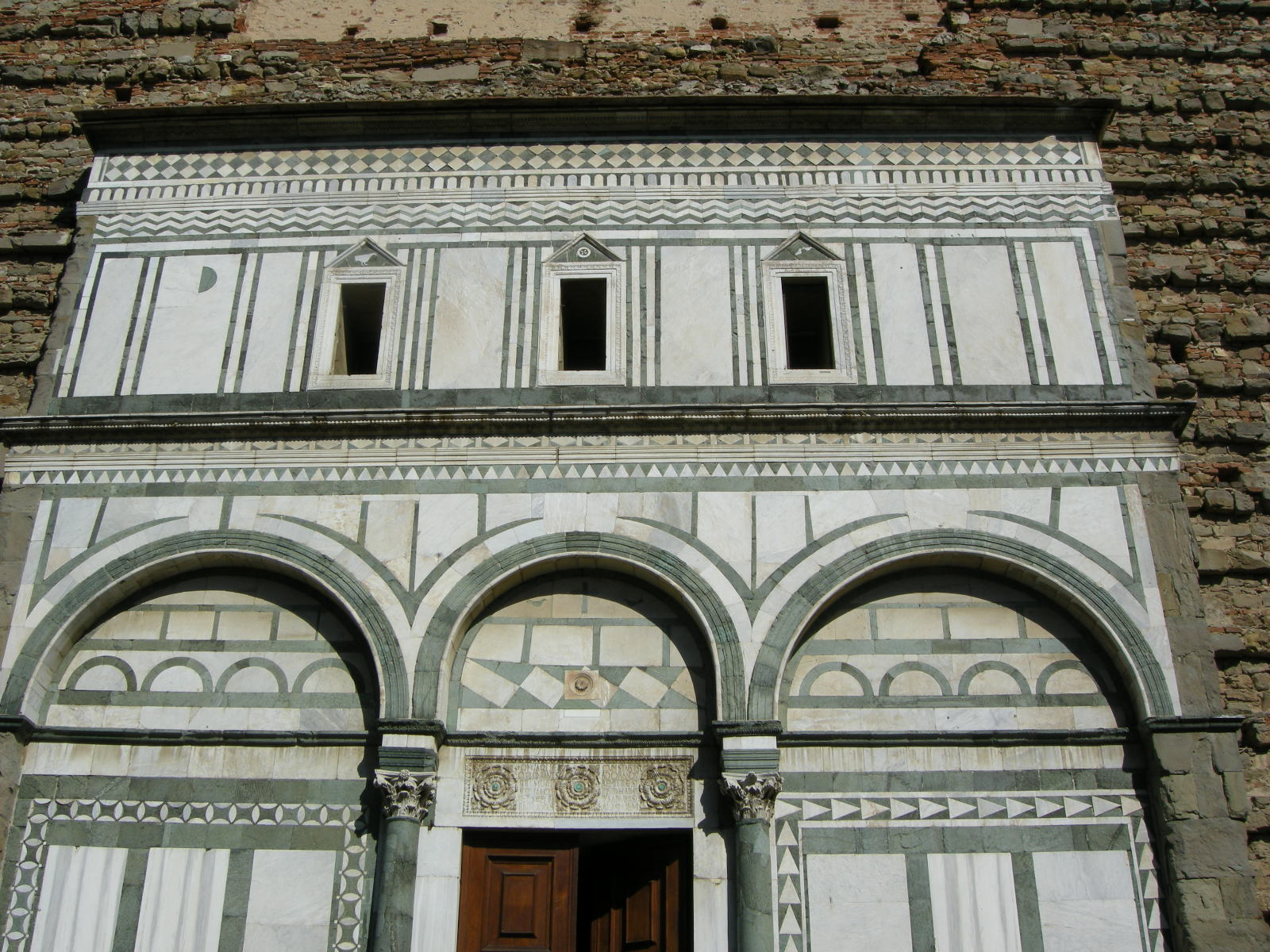
Деталь фасада церкви
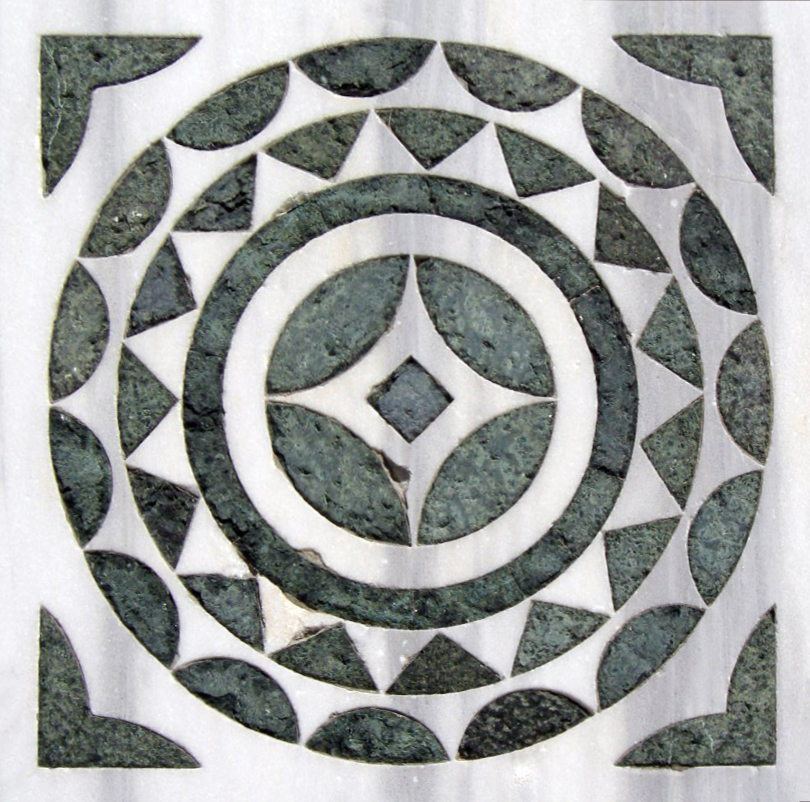
Инкрустация фасада
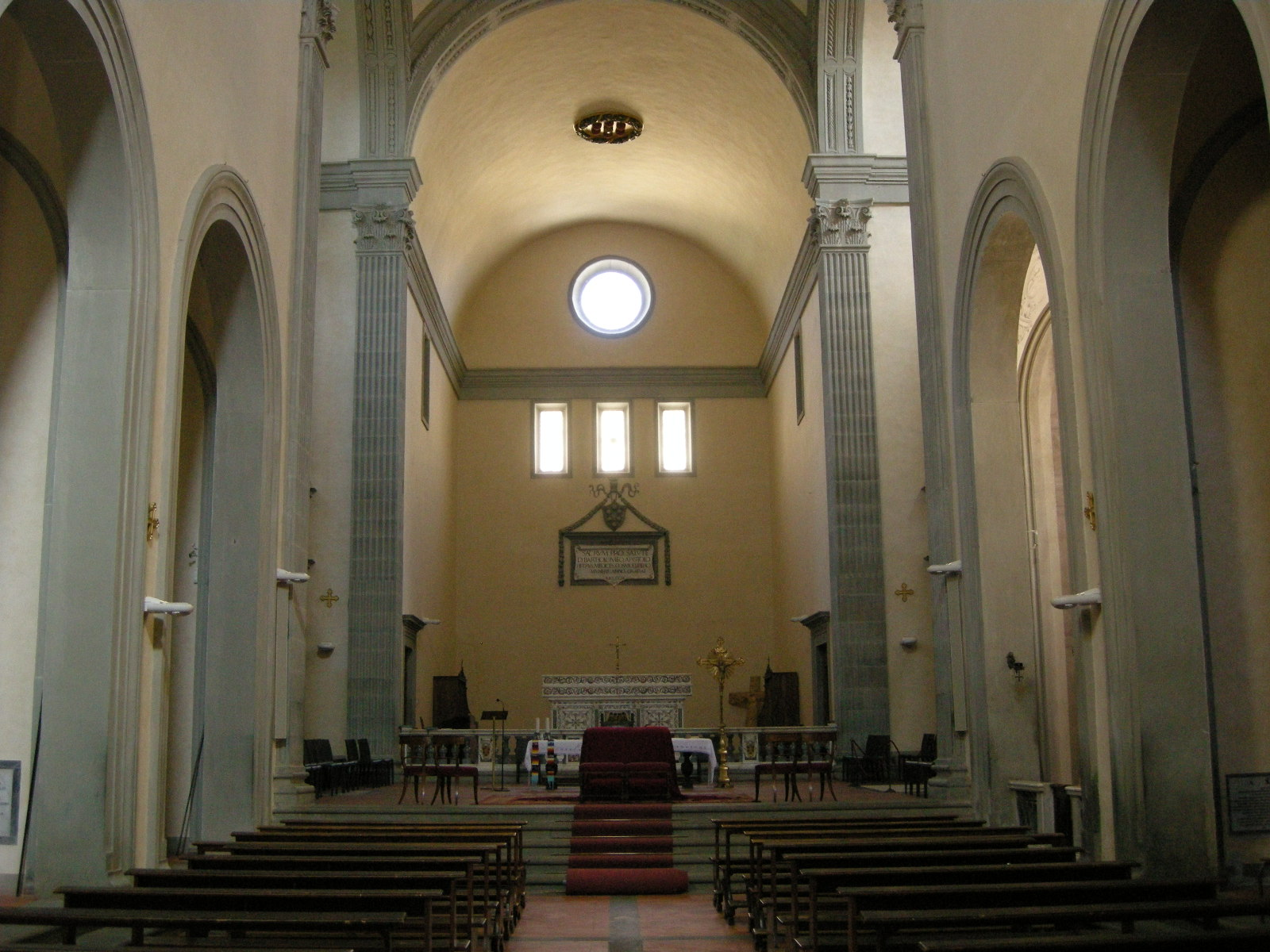
Интерьер церкви
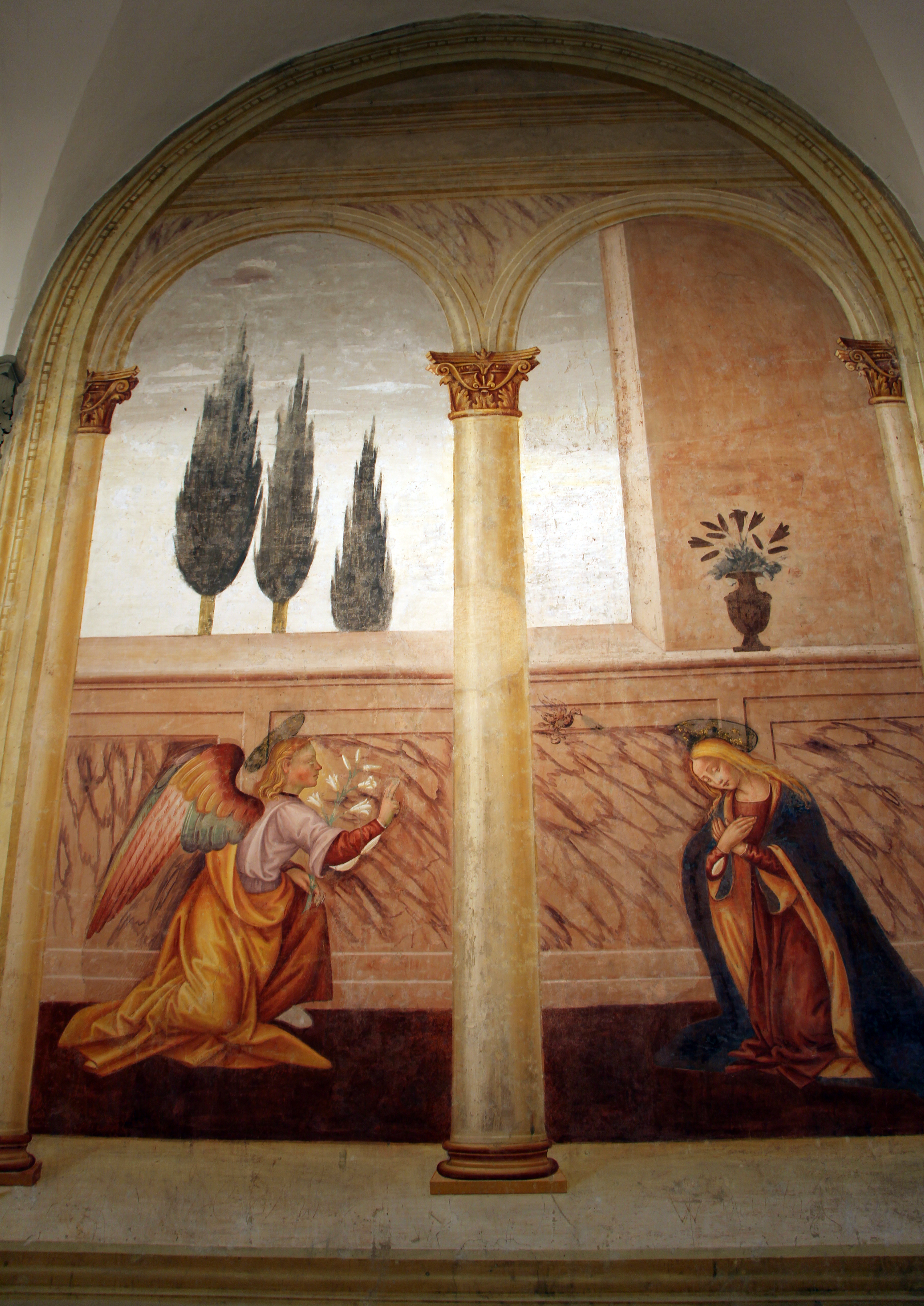
Рафаэллино дель Гарбо. Благовещение. 1520. Фреска
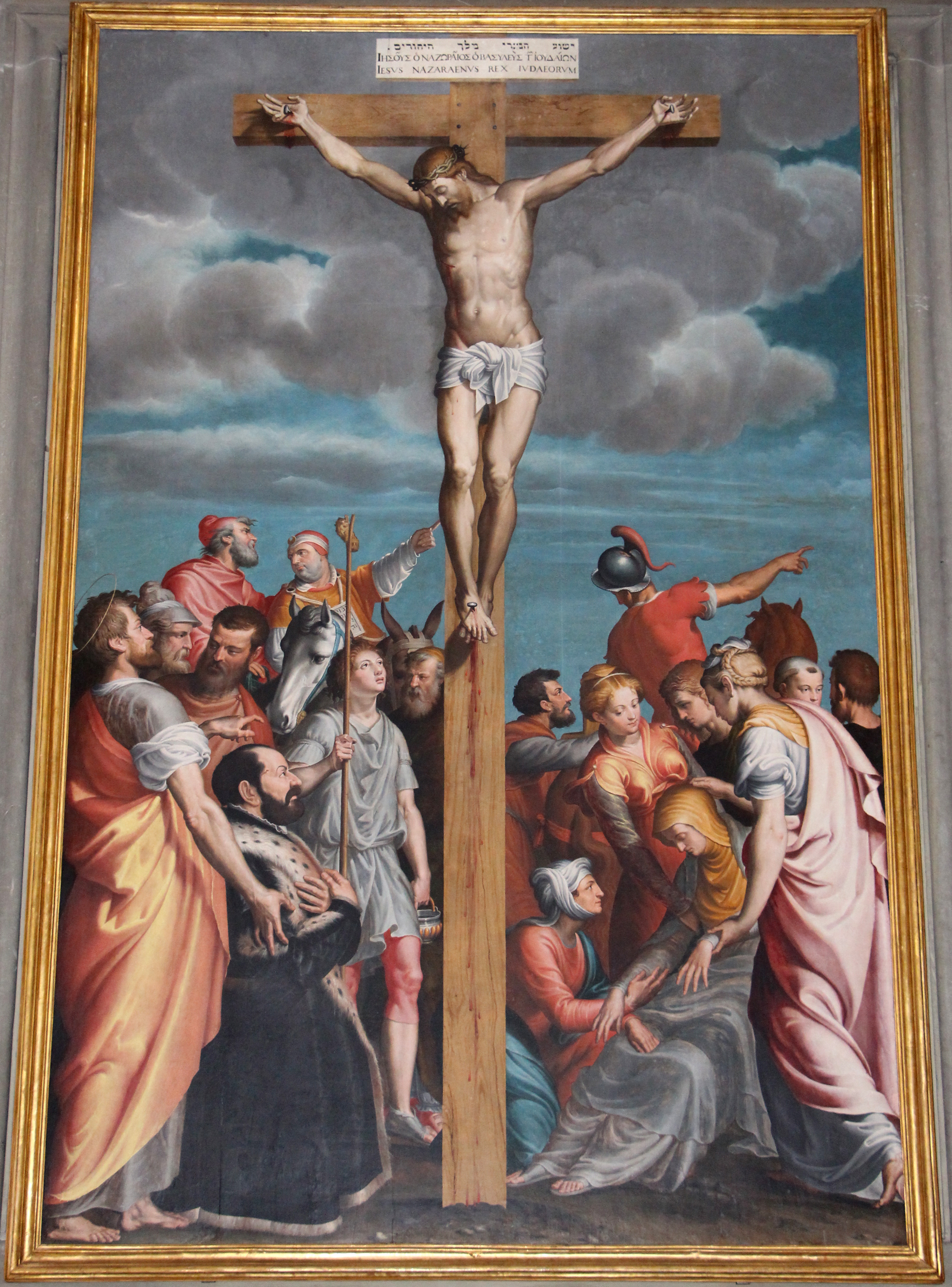
Б. Кампи. Распятие. Между 1550 и 1579
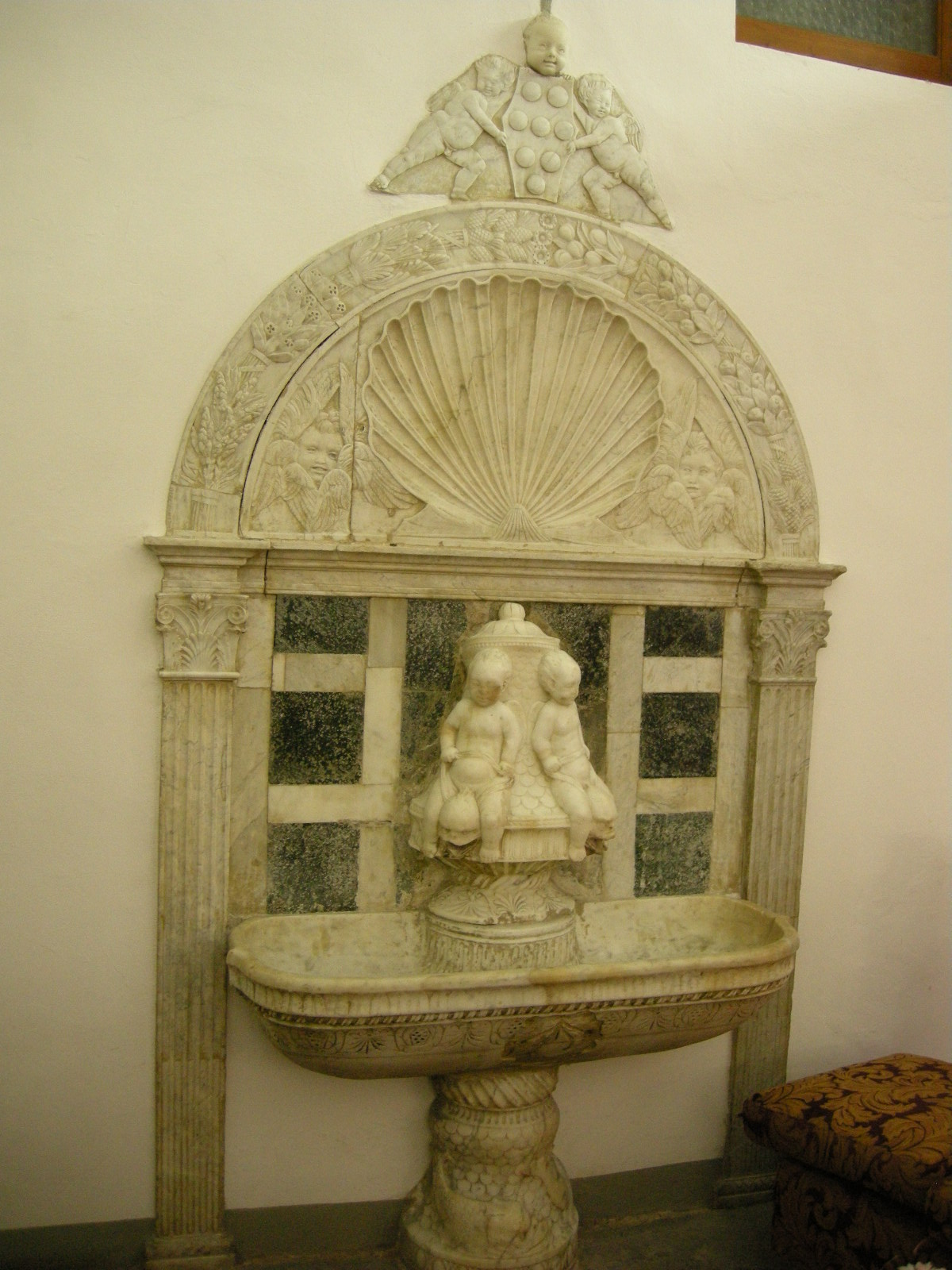
Лавабо (источник святой воды) сакристии с гербом Медичи
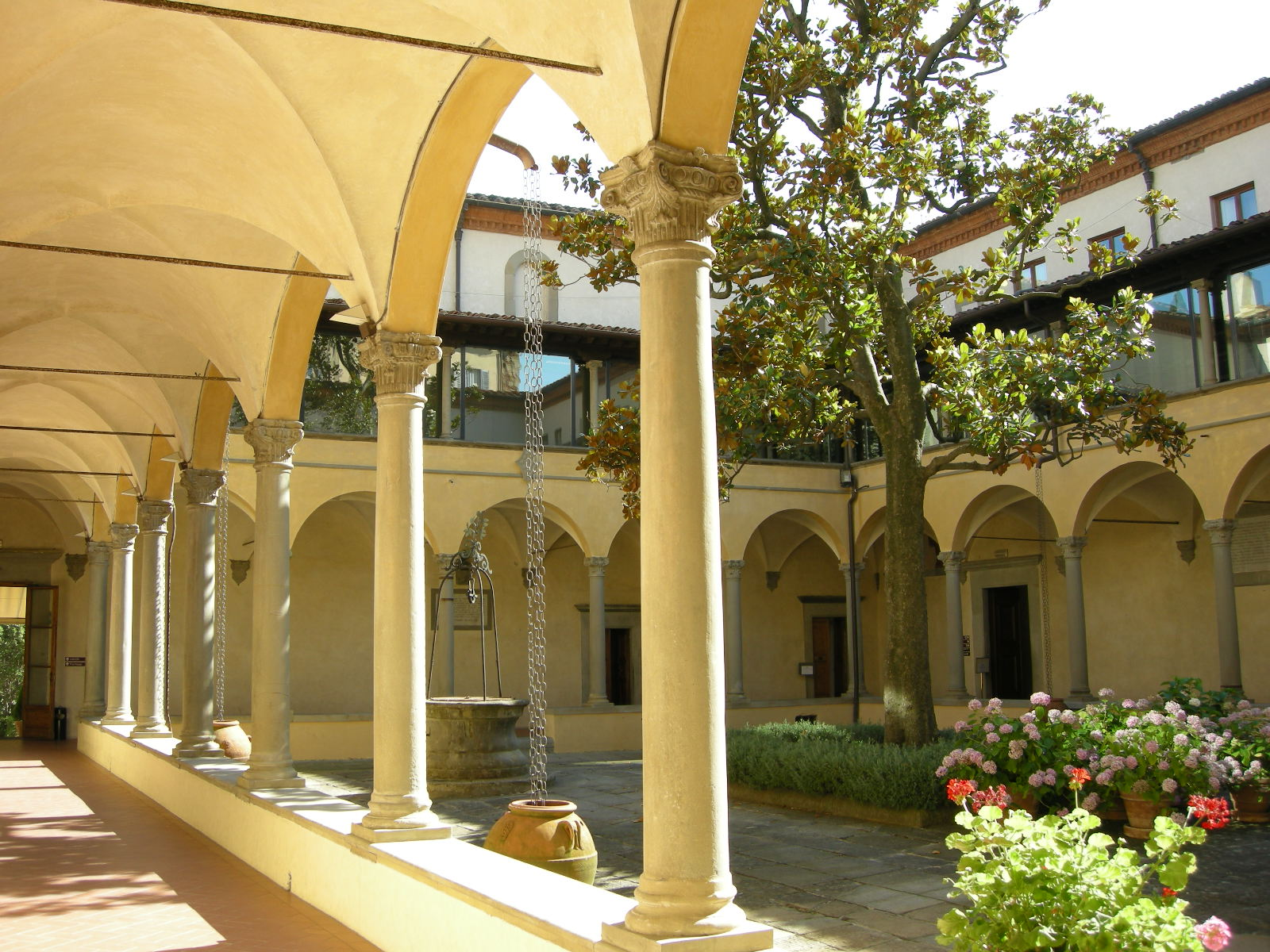
Кьостро монастыря